# Xantelasma
A xantelasma (também chamada de xanteloma) é uma doença da pele que se apresenta como um conjunto de pequenas bolsas amareladas ligeiramente salientes, situadas nas pálpebras e constituídas por depósitos de colesterol.
É um indicador importante de insuficiência hepática, por desregulação do metabolismo lipídico.

## Tratamento
O tratamento visa a destruição ou remoção das lesões. Pode ser através da aplicação de substâncias cáusticas para a cauterização química, eletrocoagulação, laser ou retirada cirúrgica com fechamento por sutura (pontos). A escolha do tipo de tratamento vai depender da extensão das lesões e de cada caso, devendo ser indicado pelo dermatologista.